# Michael Metz
Michael Metz (ur. 16 czerwca 1964 w Mannheim) – niemiecki hokeista na trawie, dwukrotny medalista olimpijski.
Urodził się w RFN i do zjednoczenia Niemiec reprezentował barwy tego kraju.  W reprezentacji RFN debiutował w 1985. Występował w obronie. Brał udział w dwóch igrzyskach (IO 88, IO 92), na obu zdobywał medale. W barwach RFN srebro, a w 1992 – po zjednoczeniu – złoto. Był m.in. brązowym medalistą mistrzostw świata w 1986. Łącznie rozegrał w kadrze 141 spotkań.